# 亞速爾夏普爾足球會
亞速爾夏普爾足球會(Hapoel Azor 希伯來語：‎)是一支位於以色列亞速爾的職業足球會，目前於以色列足球乙級聯賽角逐。

## 歷史
球會成立於1954年，1959年加入以色列足球丙級聯賽。

## Honours
- 以色列足球丙級聯賽南區A組:
  - 冠軍 (2): 1980–81, 2011–12

- 以色列足球丁級聯賽:
  - 冠軍 (1): 1977–78

## 外部連結
- Hapoel Azor Israel Football Association （希伯来文）